# Карл I Сміливий
Карл Сміливий (фр. Charles le Téméraire; 10 листопада 1433 — 5 січня 1477) — герцог Бургундії (1467—1477). Представник бургундської лінії Валуа. Син Філіппа III та його третьої дружини Ізабелли Португальської.
Його правління було ознаменоване постійною контрфронтацією зі своїм чотириюрідним братом Людовиком XI (королем Франції), оголошенням незалежності від Франції, та зближенням зі Священною Римською імперією. Прагнув об'єднати всі свої володіння в одне незалежне королівство, але зіштохнувся з сильною опозицією, і згодом був убитий в Битві під Нансі.
Прізвисько — Карл (Карло) Сміливий (фр. Charles le Téméraire).

## Біографія

### Граф Шароле
Народився Карл у Діжоні в родині Філіпа III Доброго, герцога Бургундського, володаря Великого східного графства, та Ізабелли Португальської (доньки короля Жуана I). Після народження він отримав титул графа Шароле та став лицарем Ордену Золотого руна — найвищої відзнаки аристократії бургундської держави. Із самого дитинства Карл більш за все тяжів до військової справи. Водночас він зростав під впливом діянь та успіхів свого батька стосовно розширення і зміцнення Бургундії. З дитинства Карл був втягнутий в політичні інтриги. Його батько одружував Карла з представницями королівської родини Франції, до певного часу не збираючись відкрито протистояти французькому королю Карлу VII.
Ситуація змінилася, коли у 1461 році на трон Франції зійшов Людовик XI, який розпочав цілеспрямовану політику на централізацію влади в королівстві та боротьбу з напівнезалежними васалами. Після того як Карл розпочав фактично керувати Бургундією (за хворого батька) з 12 квітня 1465 року всі його зусилля були спрямовані на протидію політиці Людовика XI. Було створено Лігу суспільного блага, куди увійшли наймогутніші феодальні сеньйори Франції. До того ж її підтримував брат Людовика XI — Карл, герцог Беррійський, сподіваючись посісти місце свого брата на французькому троні.
Основні події війни між королем Франції та його васалами, яка отримала назву Війни Ліги суспільного блага, точилися здебільшого влітку-восени 1465 року. Так 13 липня Карл, граф Шароле на чолі свого війська завдав значної поразки королівським військам при Монтлері, в результаті бургундським загонам вдалось зайняти низку фортець та міст в Шампані. Після цього об'єднані сили підійшли до Парижу й взяли його в облогу. Проте завдяки підтримці містян Людовик XI зміг встояти. 25 вересня 1465 року вороги короля Франції відступили від Парижу. І вже 4 жовтня у Конфлані було укладено мирний договір, за яким Бургундія отримала міста на річці Соммі, що на півночі Франції, Булоньське та Гінське графства. Крім того Людовик XI обіцяв видати за Карла свою доньку Анну, за якою як посаг давав графства Шампань й Понтьє. Проте король Франції не виконав свою обіцянку. Все ж таки Карл заволодів графством Понтьє.
У цей же час загроза Бургундському пануванню виникла у Нідерландах. Маючи не точні дані щодо війни Карла Шароле з Францією, повстали мешканці міст Льєжа та Дінана. Проте Карл досить швидко придушив ці виступи, захопивши та пограбувавши 25 серпня 1466 року місто Дінан. Після чого під Сен-Трюйденом розбив повсталих льєжців. За його наказам було зруйновано всі обороні споруди Льєжа.

### Герцог Бургундії

#### Боротьба з Францією

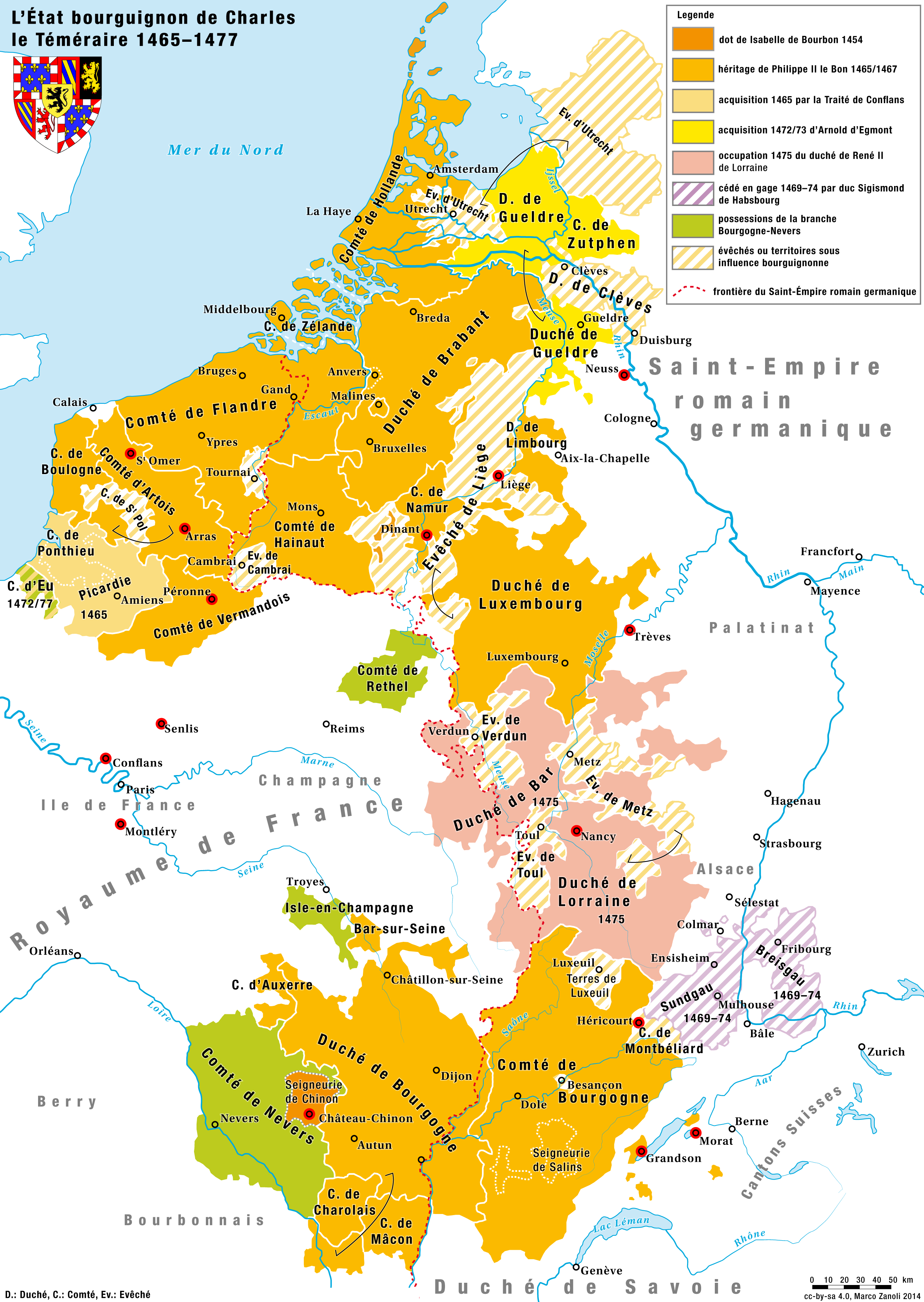
Володіння Карла Сміливого

15 червня 1467 року помирає Філіп III Добрий, й Карл стає новим володарем держави. Із самого початку політика нового герцога була спрямована на зміцнення підвладних йому територій, придушення внутрішнього спротиву, послаблення Франції для запобігання зазіхань з її боку у майбутньому. Також важливою задачею, яку поставив перед собою Карл I Бургундський було отримання королівського титулу від імператора Священної Римської імперії. Водночас він постійно вів війни з метою розширення меж своєї держави.
Намагаючись зробити свою армію найкращою, Карл Бургундський провів її реформування: зміцнив дисципліну, поступово став відходити від феодального набору солдатів, збільшив кількість професійних найманців, зокрема англійців, німців та італійців, почав формувати потужну гарматну базу, більше застосовуючи у бойових діях гармати.
В той же час головний супротивник Карла — Людовик XI теж діяв. 1467 року він захопив Нормандію у союзника Карла Сміливого — Карла Беррійського. 1468 року завдав поразки герцогу Бретані, захопивши низку прикордонних фортець. Це протистояння — Франції й Бургундії — вимагало врегулювання. Обидва володарі ще не були готові до нової війни. Обидва противники зустрілися у жовтні 1468 року в місті Перон. Але під час перемовин знову повстав Льєж. Це повстання спричинили агенти короля Франції. Розлючений підступністю Людовика XI, Карл Бургундський наказав зачинити короля й навіть думав судити його, як зрадника. Відмовити Карла від цього задуму зміг бургундський камергер Філіп де Комін. Своєю чергою Комін умовив Людовика XI прийняти усі вимоги Карла I Сміливого. Ймовірно саме в цей час Філіп де Комін почав працювати на короля Франції, ставши його шпигуном й агентом, зрадивши герцога Бургундії.
За договором у Пероні Людовик XI визнав, що Фландрія та Пікардія не є васальними землями королівства, графство Шампань передавалося братові французького короля — Карлу Беррійському. До того ж Людовик XI змушений був взяти участь у поході на Льєж й узяти участь у придушені повстання, страті королівських прихильників.
По поверненню до себе Людовик не до кінця виконав умови Договору у Пероні. Він віддав Карлу Беррійському не графство Шампань, не бажаючи з'єднувати землі своїх ворогів, а герцогство Гієнь на півдні Франції. Потім Людовик XI у 1470 році у м. Тур зібрав збори нотаблів (світських та духовних вельмож), де виклав образу до своєї особи з боку Карла Бургундського й попрохав звільнити його від обіцянок, які він дав у Пероні. Збори нотаблів підтримали короля Франції й анулювали Перонський договір. Також Людовик XI викликав Карла Сміливого на суд Паризького парламенту. У відповідь Карл I Бургундський розпочав нову війну проти Франції. Спочатку французькі війська мали успіх, тому що раптово вдерлися до Пікардії й у квітні захопили міста Ам'єн, Сен-Кантен. Проте вже у 1472 році Карл Сміливий завдав поразки французькій армії, повернув себе втрачені території в Пікардії. Після цього оволодів містами Неслем, Руа, Мондідьє. Після цього він рушив на Париж. По дорозі Карл Сміливий вирішив захопити місто Бове. Тут він зіткнувся із значним опором, втративши багато часу та сил. Внаслідок цього бургундський володар не зміг повністю розгромити короля Франції. Спроби Карла Сміливого захопити Нормандію, щоб об'єднатися з герцогом Бретонським, виявилися також невдалими. У листопаді 1472 року було укладено мирний договір, яким було підтверджено статус-кво, що склався за Перонським договором.

#### Боротьба у Швейцарії, Німеччині й Лотарингії
Окрім боротьби з королем Франції Карл Бургундський впроваджував активну зовнішню політику стосовно Німеччини, Швейцарії, Нідерландів. 1469 року за Сент-Омерським договором він придбав у Сигизмунда Тірольського землі Зундгау та Брайсгау (південний Ельзас) за значну суму грошей. Разом з тим Сигизмунд зберіг право викупити ці землі. Надалі він навіть сподівався викупити у Сигизмунда Тірольське графство. Було укладено навіть таємний договір. Проте цього завадив родич Сигизмунда — Максиміліан, син імператора Фрідріха III Габсбурга. Максиміліан змусив передати Тіроль йому, а не Карлу Сміливому. Водночас спалахнуло повстання у Ельзасі проти бургундського панування, під час якого намісник Карла в цьому володіння — Пітер фон Ґагенбах загинув (1474 рік).
Не завжди союзники Карла Бургундського підтримували його у зовнішній політиці. 1470 року Карл дав притулок Едуарду IV, якого скинули з трону Англії. Карл Сміливий надав війська, які допомогли у 1471 році Едуарду повернути корону Англії. В той же час під час війни у 1475 році Карла Сміливого з Людовиком XI Французьким Едуард IV, висадившись на узбережжі в районі булоні й Кале, не вів значних бойових дій проти французької армії. Едуард Англійський не став суттєво допомагати Карлу Бургундському проти французів, а після отримання значної купи грошей від Людовика XI уклав договір з ним й повернувся до Англії (25 серпня 1475 року).
У 1472 році Карл I Бургундський купив герцогство Гельдерн у його володаря Арнольда Егмонта, допомігши останньому повернути собі це герцогство. Водночас Карл намагався перетворити Бургундію на королівство. Для цього 28 вересня 1473 року він зустрівся з імператором Священної Римської імперії Фрідріхом III Габсбургом, під час рейхстагу у м. Трір. Проте імператор не підтримав бургундського володаря й не надав право на корону Бургундії.
Карл Бургундський надав допомогу у 1474 році своєму союзнику Рупрехту Пфальцькому, архієпископу Кельнського, проти повсталих міст. Тут Карл зазнав невдачі при облозі міста Нойсс у липні 1474-червні 1475 року. Як компенсацію цією невдачі Карл зумів захопити герцогство Лотаринзьке у Рене II у 1475 році. Тим самим Карл Сміливий з'єднав обидві свої території — власне Бургундію та Нідерланди.
Разом з цим Карл Сміливий почав розширювати свої володіння за рахунок швейцарських земель. Тим самим він був втягнутий у тривалу й виснажливу боротьбу. До того ж швейцарців підтримував ворог Бургундії — король Людовик XI. Тут швейцарські конфедерати розбили союзника Карла — Жака Савойського. Після цього Карл Сміливий захопив місто Грансон, де наказав стратити 800 містян. Обурені цією жорстокістю швейцарці раптово 2 березня 1476 року атакували бургундську армію, якій завдали нищівної поразки. Зібравши 30 тисяч вояків Карл Сміливий вирішив взяти реванш. 22 червня 1476 року поблизу містечка Муртен відбулася битва між бургундською армією та об'єднаними силами Швейцарської конфедерації, Рене II Лотаринзького, в якій Карл Сміливий зазнав чергової поразки. Внаслідок цього Карл вимушений був відступити з Швейцарії, а Рене II повернув собі столицю Лотарингії — місто Нансі.

### Загибель
Наприкінці 1476 року зібравши нову армію Карл Бургундський вирушив до Лотарингії з метою відвоювати Нансі. Проте під час походу його війська застали сильні морози, від холоднечі померло декілька тисяч вояків. 5 січня 1477 року відбулася битва між військом Карла Сміливого та силами швейцарців та лотарингців, в якій бургундська потуга була зламана, а сам Карл загинув. Однією з причин поразки була зрада кондотьєра Кампобассо, який перейшов на бік ворогів Карла Бургундського.

## Родина
1 Дружина — Катерина Валуа (1428—1446), дочка Карла VII, короля Франції.
Діти: не було
2 Дружина — Ізабелла (1436—1465), донька Карла I, герцога Бурбонського
Діти:
- Марія (1457—1482) — дружина Максиміліана I, імператора Священної Римської імперії

3 Дружина — Маргарита (1446—1503), донька Річарда Плантагенета, герцога Йорського
Діти: не було